# レスター・ガーマー
レスター・ハルバート・ガーマー（Lester Halbert Germer、1896年10月10日 - 1971年10月3日）はアメリカの物理学者。クリントン・デイヴィソンとともに実験を行い、物質の波動と粒子の二重性を証明した。これは電子顕微鏡の開発にとって重要である。これらの研究はド・ブロイの理論的研究を支持した。熱イオン学、金属の浸食、接触物理学の研究も行った。1931年にElliott Cresson Medalを受賞している。
第一次世界大戦中は戦闘機のパイロットであり、その後ニュージャージー州にあるベル研究所に勤務した。
1945年（49歳の時）、ロッククライマーとしてのサイドキャリアを始めた。アメリカ合衆国北東部の周り、特にニューヨークのShawangunk Ridgeで登山を行った。当時はAppalachian Mountain Clubが支配的でありロッククライミングは厳しく規制されていたが、レスターはここと関わることはなくAMCの安全委員会の長でありこの地域の一流な登山家であるHans Krausと衝突していた。かつて登山の認可を"Likes people too much and is too enthusiastic."という言葉とともに断られている。寛大で優しい人として知られていた。かつて"A one man climbing school"と呼ばれていた。
1971年、75歳の誕生日の1週間前にShawangunk Ridge (Eyebrow, 5.6)でロッククライミングのリードを行っている最中に心筋梗塞で亡くなった。そのときまで、ロッククライミングの26年間の安全記録を持っており、リーダーフォールすら経験したことがなかった。